# Локомотив (волейбольный клуб, Калининград)
«Локомотив» — российский женский волейбольный клуб из Калининграда.

## Достижения
- 3-кратный чемпион России — 2021, 2022, , 2025;
  - 4-кратный серебряный призёр чемпионатов России — 2019, 2020, 2023, 2024.
- победитель розыгрыша Кубка России 2025;
  - двукратный серебряный (2021, 2022) и бронзовый (2019) призёр розыгрышей Кубка России.
- обладатель Суперкубка России — 2019.
- обладатель Кубка губернатора Калининградской области - 2024

## История
9 апреля 2018 года на пресс-конференции в Калининграде с участием руководства Калининградской области, Всероссийской федерации волейбола (ВФВ) и ВК «Локомотив» (Новосибирск) было объявлено о создании в городе волейбольного клуба «Локомотив — Калининградская область», включающего женскую команду «Локомотив». Главным тренером назначен бывший наставник мужской сборной России Андрей Воронков. Решением ВФВ новая команда включена в суперлигу чемпионата России сезона 2018/2019. Достигнута договорённость с целым рядом известных волейболисток (российских и зарубежных) о заключении контракта с клубом.
Дебютный сезон для команды сложился успешно. Заняв на предварительной стадии чемпионата России 2-е место, калининградские волейболистки уверенно дошли до финала чемпионата, где уступили московскому «Динамо», став серебряными призёрами турнира.
16 ноября 2019 года «Локомотив» выиграл свой первый трофей, победив в борьбе за Суперкубок московское «Динамо» 3:0. В 2021 калининградская команда впервые стала чемпионом России, обыграв финале московское «Динамо» 3:2. Спустя год «Локомотив» защитил свой титул сильнейшей команды России, переиграв в финальной серии «Уралочку-НТМК» 3-2.
В последующие два сезона (2022/23 и 2023/24) «железнодоржницы» финишировали вторыми, уступив в финальных серия сначала московскому «Динамо» (1-3), а затем казанскому «Динамо-Ак Барсу» (2-3). 
Чемпионат 2024/25 закончился триумфом калининградских волейболисток. Завершив предварительный этап на 2-м месте, в четвертьфинале и полуфинале плей-офф «Локомотиву» потребовалось максимальное количество матчей, чтобы сломить сопротивление сначала «Уралочки-НТМК» (2-1), а затем «Ленинградки» (3-2). В финале, как и годом ранее, встретились «Локомотив» и «Динамо-Ак Барс», до того в текущем чемпионате потерпевший всего одно поражение. Начало решающей серии не сулило команде из Калининграда ничего хорошего — два первых матча, прошедших в Казани, завершились «сухими» победами хозяек. Два ответных поединка в Калининграде принесли успех уже «Локомотиву» — 3:2 и 3:0. Решающий матч серии в Казани завершился победой «Локомотива» в четырёх сетах и принёс калининградкам третье «золото» в своей 7-летней истории участия в чемпионатах России. Эффектной точкой сезона стала победа калининградских волейболисток в Кубке России 2025, где в финале они вновь обыграли казанский «Динамо-Ак Барс» 3:2. Это была первая победа «Локомотива» в розыгрышах Кубка страны. 
В 2006—2009 Калининград уже был представлен в женской волейбольной суперлиге командой «Динамо-Янтарь», преобразованной из подмосковного «Динамо». На протяжении этих трёх лет в городе своей формальной прописки команда не провела ни одного матча и в 2009 уже юридически перебазировалась в Москву.

## Результаты в чемпионате и Кубке России
| Сезон   | Чемпионат России | Место | И  | В  | П  | Кубок России                    | Тренер                            |
| ------- | ---------------- | ----- | -- | -- | -- | ------------------------------- | --------------------------------- |
| 2018/19 | Суперлига        | 2     | 29 | 23 | 6  | 4 место                         | Андрей Воронков                   |
| 2019/20 | Суперлига        | 2     | 19 | 15 | 4  | 3 место                         | Андрей Воронков                   |
| 2020/21 | Суперлига        | 1     | 32 | 26 | 6  | Полуфинальный этап              | Андрей Воронков                   |
| 2021/22 | Суперлига        | 1     | 35 | 29 | 6  | 2 место                         | Андрей Воронков                   |
| 2022/23 | Суперлига        | 2     | 35 | 28 | 7  | 2 место                         | Константин Сиденко                |
| 2023/24 | Суперлига        | 2     | 39 | 27 | 12 | Полуфинал                       | Константин Сиденко Радослав Арсов |
| 2024/25 | Суперлига        | 1     | 39 | 30 | 9  | Полуфинал (2024) 1 место (2025) | Андрей Воронков                   |

## Волейбольный клуб «Локомотив — Калининградская область»
- Генеральный директор — Александр Косырьков.
- Заместитель генерального директора — Ирина Герасимович.
- Спортивный директор — Александр Миронов.
- Генеральный менеджер — Александр Никитин.

В структуру клуба входят женские команды «Локомотив» (суперлига), «Локомотив»-2 (высшая лига «А») и «Локомотив»-СШОР по ИВС (молодёжная лига).

## Арена
Домашние матчи «Локомотив» проводит во Дворце спорта «Янтарный» (вместимость большого зала — 6800, малого — 500 зрителей). Открыт в октябре 2009 года. Адрес в Калининграде: улица Согласия, 39. До 2013 являлся домашней ареной мужской волейбольной команды «Динамо-Янтарь».

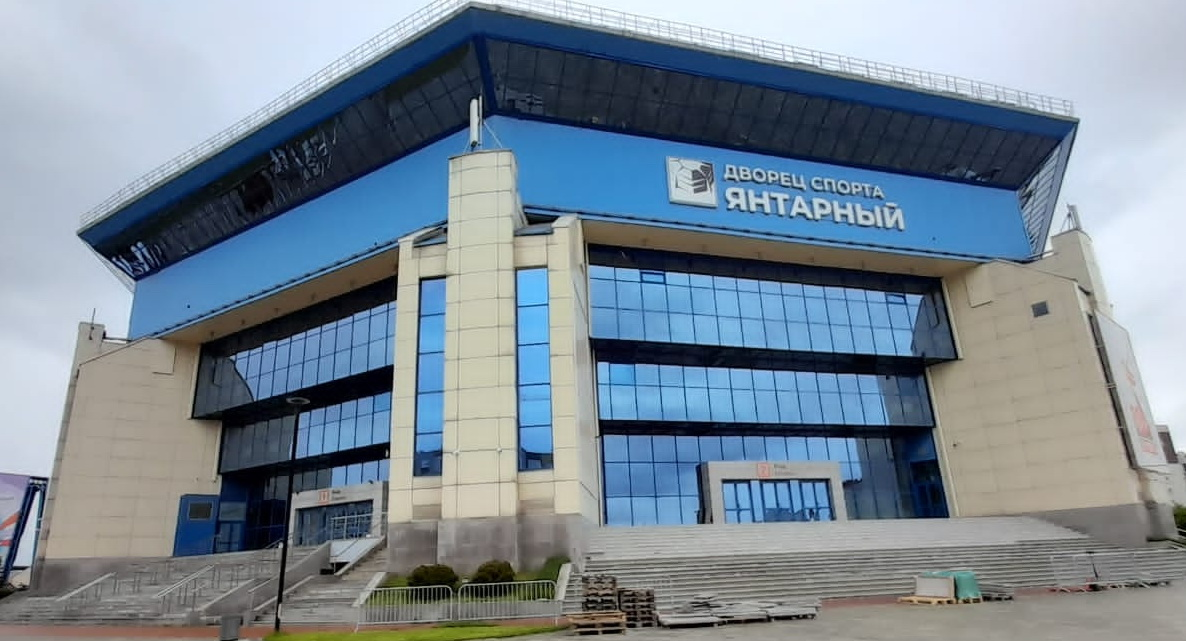
Дворец спорта «Янтарный»

## Сезон 2024—2025

### Переходы
- Пришли: Е.Пипунырова («Динамо» Москва), И.Воронкова («Джакарта Попсиво Полван», Индонезия), Т.Дмитриева («Енисей»), главный тренер А.Воронков.
- Ушли: М.Попович, А. Кондрашова, Ж. Синкевич, Н. Кроткова, Т. Толок, Е. Гатина, главный тренер Р.Арсов.
- Дозаявлены: О.Костюкевич («Протон»), А.Тапия Крус («Тяньцзинь Бохай Бэнк», Китай).
- Отзаявлена: Ю.Бровкина.

### Состав
| №  | Имя, фамилия         | Год рождения | Рост | Амплуа      | Гражданство              |
| -- | -------------------- | ------------ | ---- | ----------- | ------------------------ |
| 1  | Екатерина Любушкина  | 1990         | 188  | центральная | Россия                   |
| 2  | Екатерина Пипунырова | 2000         | 188  | нападающая  | Россия                   |
| 3  | Дарья Киселёва       | 2006         | 198  | центральная | Россия                   |
| 4  | Виктория Трофименко  | 1995         | 178  | либеро      | Россия                   |
| 5  | Ольга Костюкевич     | 1996         | 178  | либеро      | Россия                   |
| 7  | Валерия Зайцева      | 1995         | 188  | центральная | Россия                   |
| 8  | Ирина Воронкова      | 1995         | 190  | нападающая  | Россия                   |
| 9  | Алла Галкина         | 1992         | 178  | либеро      | Россия                   |
| 12 | Алондра Тапия Крус   | 2004         | 193  | нападающая  | Доминиканская Республика |
| 13 | Ксения Парубец       | 1994         | 183  | нападающая  | Россия                   |
| 14 | Ирина Филиштинская   | 1990         | 180  | связующая   | Россия                   |
| 17 | Татьяна Дмитриева    | 1994         | 182  | связующая   | Россия                   |
| 18 | Вера Костючик        | 2000         | 191  | нападающая  | Беларусь                 |
| 20 | Екатерина Купреева   | 2006         | 194  | центральная | Россия                   |
| 22 | Марина Аслямова      | 2006         | 189  | нападающая  | Россия                   |
| 29 | Эбрар Каракурт       | 2000         | 196  | нападающая  | Турция                   |

- Главный тренер — Андрей Воронков.
- Старший тренер — Фёдор Кузин.
- Тренер — Денис Игнатьев.
- Тренер — Мирко Фарсини.
- Тренер-статистик — Денис Барджеев.